# Ezr Ier de Paraznakert
Pour les articles homonymes, voir Ezr.
Ezr Ier de Paraznakert ou P‘aražnakertac‘i (en arménien Եզր Ա Փառաժնակերտցի ; mort en 641) est catholicos de l'Église apostolique arménienne de 630 à 641.

## Biographie
Ezr, dont le nom correspond à celui du scribe et prêtre juif Esdras (en hébreu עזרא, Ezra), est originaire de Paraznakert dans le canton de Nig et est appelé à succéder au catholicos Kristapor II, qui a été démis. Selon Sébéos, c’est l’antithèse de son prédécesseur, c’est-à-dire « un homme humble doux qui ne voulait irriter personne et de la bouche duquel ne sortait aucune mauvaise parole ». Ezr est à l’origine de la reconstruction en 630 de l’église Sourp Gaiané qui, fortement restaurée, subsiste encore aujourd’hui.
Après sa victoire totale sur les Sassanides, l’empereur Héraclius charge un nakharar arménien, Mejèj Gnouni, qui a servi dans son armée, de prendre possession des territoires rétrocédés par l’Iran. Mejèj Gnouni invite le catholicos à se rendre auprès des autorités byzantines pour y faire allégeance. L’empereur Héraclius a conçu le projet de réaliser l'union dogmatique entre l'Église officielle, constituée des partisans du symbole de Chalcédoine, et les « monophysites » (i.e. principalement entre les Grecs et les Arméniens). Pour ce faire, il tente d'imposer à ces derniers les décrets de Chalcédoine, que l'Église grecque a reconnus après la condamnation des Trois Chapitres. Cette nouvelle doctrine, base du monothélisme, soutient l'union des volontés en Christ, au lieu de l'union des natures.
Héraclius préside lui-même à un concile de réconciliation avec l'Église apostolique arménienne, dirigée par le catholicos, à Théodosiopolis (l'actuelle Erzurum), qui semble avoir abouti en partie par des pressions politiques (Ezr redoute en effet un nouveau schisme lié à la nomination d’un catholicos dans les zones de l’Arménie contrôlées par les Byzantins) et la corruption ; les discussions entre Grecs et Arméniens prennent fin par l'adhésion à une formule de foi, imposée par l'empereur. Cette formule est en tout conforme à la profession de foi des Arméniens, sauf qu'on y passe sous silence le concile de Chalcédoine. La réconciliation est solennellement consacrée par la célébration d'une messe où les Grecs peuvent admettre le catholicos à la communion orthodoxe (632).
Ezr retourne ensuite en Arménie où sa soumission à la volonté impériale a profondément irrité l'épiscopat et le peuple. Une vive animosité se déchaîne contre le catholicos. Elle est menée par un dignitaire religieux, l’intransigeant Hovhan Mayravanetsi, et son disciple Sargis, qui n’ont pas participé au concile et qui refusent de se présenter devant lui. Ils se retirent au Mayravanq d’abord, puis dans le Gardam, un territoire encore contrôlé par les Iraniens. Toutefois, malgré toutes leurs tentatives, ils ne réussissent pas à obtenir la déposition du catholicos du fait de la situation politique en Arménie.
Le pays est en effet déchiré par les rivalités des grands :  Mejèj Gnouni, Varaz-Tiroç II Bagratouni et Théodoros Rechtouni. Après la destitution de Davith Saharouni, le dernier prince nommé par l’Empire byzantin en 638, l’Arménie reste sans chef dirigée par les nakharark de 638 à 645. Ces derniers sont incapables de faire face à la première agression des Arabes musulmans qui occupent Dvin en 641.
Après la mort du catholicos, la même année, Théodoros Rechtouni fait élire à sa place Nersès III le Bâtisseur.